# Délio Malheiros
Délio de Jesus Malheiros (Itamarandiba, 9 de abril de 1961) é um advogado especializado em direito do consumidor e político brasileiro do estado de Minas Gerais. Délio Malheiros foi vereador de Belo Horizonte, deputado estadual na Assembleia Legislativa de Minas Gerais e vice-prefeito de Belo Horizonte.

## Biografia
Formou-se advogado em 1989 e, ainda estudante da Faculdade Milton Campos, começou a dedicar-se ao Direito do Consumidor. Criou e foi o primeiro coordenador do Procon da Assembleia Legislativa de Minas Gerais e foi um dos defensores da criação do Código de Defesa do Consumidor, promulgado em 1990. Foi o idealizador da Delegacia de Defesa do Consumidor, criada em março de 2006, ajuizou ações em nome do Movimento das Donas de Casa e Consumidores de Minas Gerais e hoje representa a Associação Brasileira de Consumidores (ABC). 
Em 2004, ingressou na política ao eleger-se vereador pelo Partido Liberal, com o quinto maior número de votos: 14.292. Em agosto do ano seguinte, filiou-se ao Partido Verde. Foi eleito Deputado Estadual em 2006 com mais de 48 mil votos e o terceiro melhor desempenho em Belo Horizonte, escolhido por mais de 35 mil eleitores.
No primeiro mês de mandato na Assembleia, Délio Malheiros foi indicado para presidir a Comissão de Defesa do Consumidor e do Contribuinte da Assembleia Legislativa, eleito por unanimidade. No terceiro ano de mandato, assumiu a presidência da Comissão de Administração Pública. Nos segundo biênio do primeiro mandato, acumulou o posto com a vice-presidência da Comissão de Defesa do Consumidor e do Contribuinte da Assembleia Legislativa.
Em 2010, Délio Malheiros foi reeleito com 68.254 votos, o terceiro deputado estadual mais votado em Belo Horizonte. No início do segundo mandato, foi eleito novamente presidente da Comissão de Defesa do Consumidor e do Contribuinte, escolhido também vice-presidente da Comissão de Administração Pública.
Em 2012, após lançar-se pré-candidato à Prefeitura de Belo Horizonte, Délio Malheiros foi convidado pela coalizão de partidos que apoiavam a reeleição do Prefeito Marcio Lacerda a aliar-se a esse, na condição de candidato à vice-prefeito, elegendo-se em primeiro turno para o mandato.

Em 2 de abril de 2016, Délio Malheiros se filiou ao Partido Social Democrático (PSD) e lançou-se pré-candidato a prefeito de Belo Horizonte. Em 5 de agosto de 2016, o atual prefeito Márcio Lacerda e seu partido desistem de lançar Paulo Brant como candidato à prefeitura de Belo Horizonte e declaram apoio a Délio Malheiros. Em 11 de agosto, a candidatura de Délio Malheiros foi registrada, tendo como vice Josué Valadão (PSB).